# Laitila
Laitila (/ˈlɑitilɑ/), hay Letala trong tiếng Thụy Điển, là một đô thị của Phần Lan.
Vị trí ở tỉnh của Tây Phần Lan thuộc vùng Tây Nam Phần Lan. Đô thị này có dân số 8.569 (thời điểm ngày 31 tháng 12 năm 2004)và diện tích 545,73 km² trong đó có 14,34 km² là diện tích mặt nước. Mật độ dân số là 16,13 người trên mỗi km².
Dân đô thị này chỉ sử dụng tiếng Phần Lan